# Ferrovia Gyeongbu
La ferrovia Gyeongbu (경부선?, 京釜線?, Gyeongbu-seonLR), dove Gyeong indica la capitale Seul e bu indica la città di Pusan, il termine della linea, è la principale ferrovia della Corea del Sud, utilizzata in parte per i trasporti all'interno dell'area metropolitana di Seul e di altre città lungo il percorso. Unisce le principali città del paese, ossia Seul, Daejeon, Taegu e Pusan.

## Caratteristiche
- Lunghezza：441.7 km (Linea KTX; 408,5 km; linea merci: 439,9 km）
- Scartamento：1435 mm
- Numero di stazioni：90
  - 36 fra Seul e Cheonan
  - 36 fra Cheonan e Dong-Taegu
  - 18 fra Dong-Taegu e Pusan
- Numero di binari
  - Sestuplicamento binari：Seul - Guro (11,7 km)
  - Quadruplicamento binari：Guro - Cheonan (84,9 km)
  - Raddoppio binari：Cheonan - Pusan (345,1 km)
- Elettrificazione：tutta la linea è elettrificata a corrente continua a 25 kV a 60 Hz

Per la rispettiva linea ad alta velocità vedi linea KTX Gyeongbu

## Storia

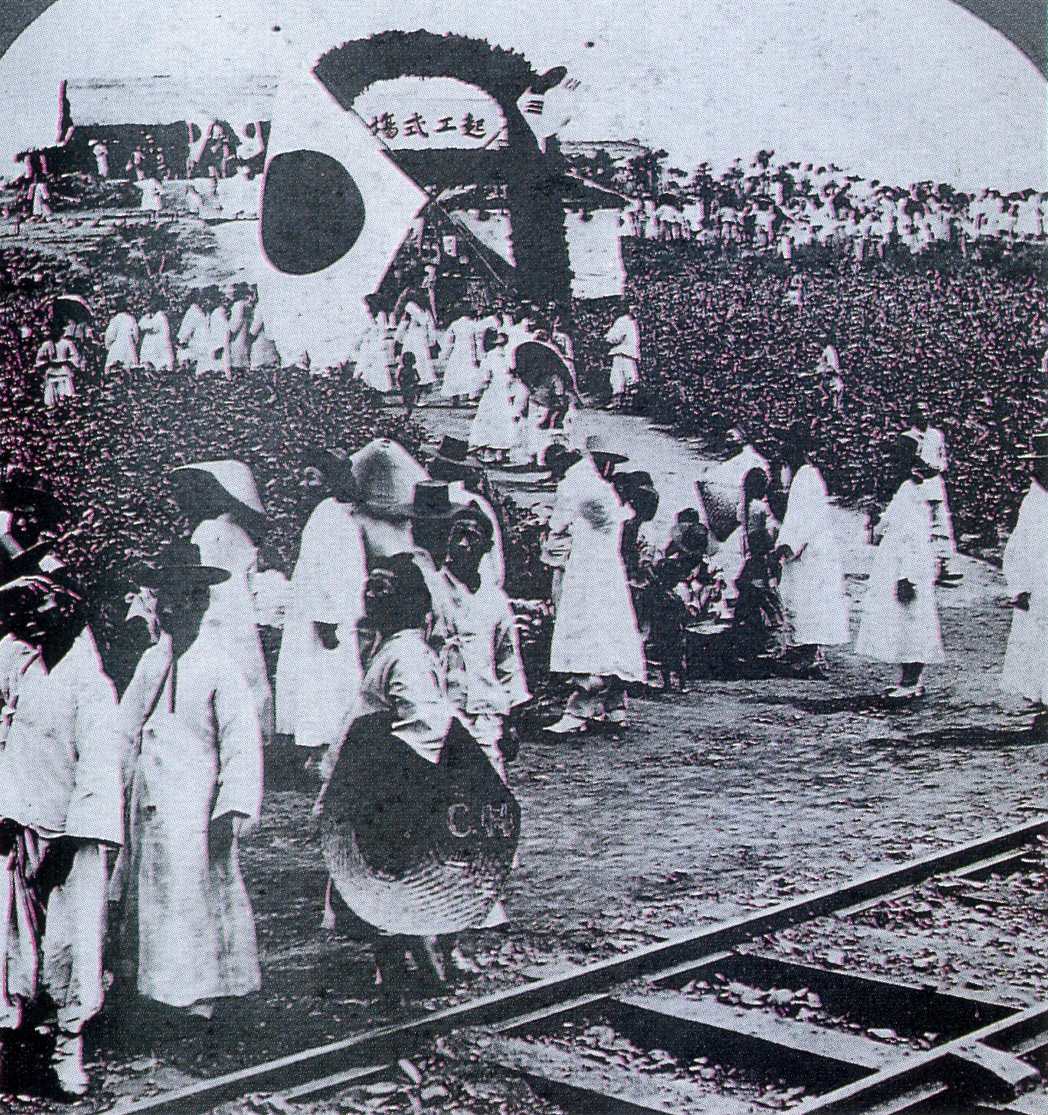
Celebrazione per l'inaugurazione della linea fra Seul e Pusan nel 1905

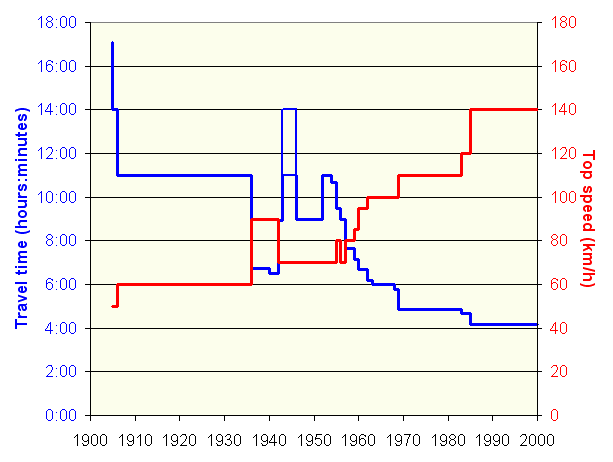
Evoluzione dei tempi di percorrenza e delle velocità massime sulla linea fra Seul e Pusan

### La costruzione durante l'Impero Giapponese
La linea Gyeongbu fu inizialmente realizzata come veicolo per il colonialismo. Negli anni 1894-1895 l'Impero del Giappone e la dinastia Qing della Cina combatterono la prima guerra Sino-Giapponese per contendersi il controllo sulla penisola coreana. Dopo la vittoria, il Giappone, per competere con l'espansione ferroviaria della Russia, decise di realizzare una linea ferroviaria in Corea che collegasse Seul a Pusan, la linea Gyeongbu. I primi sondaggi geologici iniziarono nel 1896 e, nonostante le proteste locali, l'Impero coreano diede al Giappone il permesso di realizzare la linea nel 1898. La costruzione iniziò il 20 agosto 1901 con una cerimonia tenutasi a Yeongdeungpo, a Seul. La costruzione venne eseguita con lavori forzati dalla popolazione colonizzata e pagata con coupon.
Il Giappone voleva inoltre continuare l'estensione della linea verso nord, come a testimoniare il suo dominio sulla penisola. La ferrovia aveva anche caratteristiche militari, in previsione di un eventuale scontro con la Russia, che si realizzà nel 1904 nella guerra Russo-Giapponese. All'inizio del conflitto il Giappone ignorò la dichiarazione di neutralità della Corea, e dopo aver trasportato le proprie truppe a Incheon chiese alla Corea il controllo militare sulla ferrovia. La fanteria venne posizionata nelle vicinanze della linea, con il gruppo più numeroso presso la stazione di Yongsan.

### Il completamento e la velocizzazione
La costruzione della ferrovia fu completata il 1º gennaio 1905 e primo treno percorse la tratta fra Seul e Pusan in 17 ore e 4 minuti. Da aprile 1906 il tempo di percorrenza venne ridotto a 11 ore, e la velocità massima era di 60 km/h. La linea divenne la spina dorsale dei trasporti in Corea del Sud durante il dominio giapponese. Dopo l'invasione della Manciuria da parte del Giappone, dal 1º aprile 1933 la linea era percorsa anche da treni diretti fra Pusan e Andong (l'attuale Dandong) in Cina, oltre il confine. Dal 1º dicembre 1936 il treno espresso di lusso Akatsuki percorreva la linea a una velocità massima di 90 km/h, raggiungendo il picco di velocità, con sole 6 ore e 30 minuti di percorrenza, nel periodo pre-guerra, in base agli orari del 1º novembre 1940.

### La linea durante e dopo la Seconda Guerra Mondiale
Durante la seconda guerra mondiale la linea venne notevolmente velocizzata per scopi militari. Dopo la guerra, a partire dal 20 maggio 1946 furono istituiti dei treni espressi fra Seul e Pusan chiamati Chosun Liberator. Durante la Guerra di Corea la linea trasportò truppe e rifugiati, e rimase il principale collegamento all'interno del paese anche dopo il termine della guerra, quando vennero introdotte le prime locomotive diesel e i treni espressi Mugunghwa-ho. A partire dal 1961 il concilio supremo per la ricostruzione nazionale avviò una serie di piani quinquennali che includevano il completamento della rete ferroviaria per dare uno slancio all'economia. Sulla linea Gyeongbu gli sforzi vennero pubblicizzati dal nuovo treno chiamato Jaegeon-ho, (treno della ricostruzione) la cui prima corsa fu il 15 maggio 1962. Questi treni portarono i tempi di percorrenza sotto le migliori tempistiche pre-guerra, con collegamenti fra Seul e Pusan in 6 ore e 10 minuti e una velocità massima di 100 km/h.
A partire dagli anni sessanta la diffusione dell'automobile portò a rendere il trasporto su gomma più rapido e conveniente e, sebbene i tempi di percorrenza fra Seul e Pusan si ridussero a 4 ore e 50 minuti con l'aumento della velocità massima a 110 km/h nel 1969, l'Autostrada Gyeongbu completata nel 1970 permetteva di percorrere lo stesso tragitto in un tempo che andava dalle 4 alle 4 ore e 30 minuti in auto o in autobus.
Le Ferrovie Nazionali Coreane risposero introducendo il nuovo treno Saemaul-ho dal 15 agosto 1974, nuove locomotive e automotrici diesel che garantivano una velocità massima di 140 km/h e tempi di percorrenza di 4 ore e 10 minuti dal 1985.

### Potenziamenti della linea
La linea Gyeongbu venne migliorata e potenziata in parallelo con lo sviluppo della metropolitana di Seul e la ferrovia ad alta velocità KTX a partire dagli anni settanta.
Oggi la linea Gyeongbu dispone di sei binari fra Seul e Guro, quattro fra Guro e Cheonan e due per tutto il resto, fino a Pusan. La linea è interamente elettrificata.

#### Relazioni col progetto KTX
L'asse Seul-Pusan è senza dubbi il corridoio più trafficato in Corea del Sud. Nel 1995 il 73,3% della popolazione coreana viveva lungo la linea, ed essa conduceva il 70% del traffico merci, e il 66% di quello passeggeri del paese. A causa del congestionamento dell'autostrada Gyeongbu e della linea ferroviaria Gyeongbu stessa, la Korail vide la necessità di migliorare il collegamento. Le prime proposte per una seconda linea fra Seul e Pusan nacquero da uno studio effettuato fra il 1972 e il 1974 dagli esperti francesi della SNCF e dai giapponesi della Japan Railway Technical Service (JARTS) su richiesta della Banca internazionale per la ricostruzione e lo sviluppo. Uno studio più approfondito effettuato negli anni 1978-81 dal KAIST, concentrato sulle necessità di un maggior trasporto merci, arrivò alla conclusione che per migliorare il traffico merci sulla linea era necessario separare il traffico a lunga percorrenza mediante la realizzazione di una nuova linea ferroviaria ad alta velocità parallela.
Dopo la crisi finanziaria asiatica del 1997 il governo decise di completare la linea Gyeongbu ad alta velocità in due fasi, e di migliorare ed elettrificare la linea Gyeongbu tradizionale per permettere ai treni KTX di percorrerla nella tratta non servita dall'alta velocità nella prima fase.
Il progetto prevedeva lo sviluppo della linea Gyeongbu come un corridoio ad alta capacità dopo la seconda fase di costruzione della ferrovia ad alta velocità. Al momento dell'apertura della seconda sezione di quest'ultima, quella fra Taegu e Pusan, il 1º novembre 2010, la capacità disponibile per i treni merci sulla linea convenzionale doveva aumentare di un fattore 7,7, mentre la capacità per il trasporto passeggeri sarebbe aumentata di un fattore 3,4.

### Elettrificazione
La linea venne elettrificata a fasi fra il 1974 e il 2006:
| Sezione                          | Lunghezza | Inizio elettrificazione | Note                                                    |
| -------------------------------- | --------- | ----------------------- | ------------------------------------------------------- |
| Seul–Suwon                       | 41.5 km   | 1974                    | Integrazione con la Linea 1 della metropolitana di Seul |
| Yeongdeungpo–Suwon               | 32.3 km   | 1981                    | Secondo paio di binari                                  |
| Yongsan–Guro                     | 8.5 km    | 1996                    | Terzo paio di binari                                    |
| Suwon–Byeongjeom                 | 7.2 km    | 2003                    | Quadruplicamento Estensione della linea 1               |
| Byeongjeom–Cheonan               | 48.4 km   | 2005                    | Quattro binari                                          |
| Cheonan–Jochiwon                 | 32.7 km   | 2005                    |                                                         |
| Jochiwon–Daejeonjochajang        | 34.9 km   | 2005                    |                                                         |
| Daejeonjochajang–Daejeon–Okcheon | 20.7 km   | 2004                    | Per i treni KTX                                         |
| Okcheon–Sangdong                 | 125.3 km  | 2006                    |                                                         |
| Sangdong–Taegu–Pusan             | 132.8 km  | 2004                    | Per i treni KTX                                         |

Per i treni KTX e le nuove locomotive elettriche la velocità venne innalzata a 150 km/h.

## Stazioni

### Sezione Cheonan - Pusan
| Stazione                   | Stazione   | Stazione   | Collegamenti                                         | Fermate servizi veloci | Fermate servizi veloci | Fermate servizi veloci | Distanza interst. | Distanza da Seul | Posizione               | Posizione    |
| Alfabeto                   | Hangŭl     | Hanja      | Collegamenti                                         | KTX                    | S                      | M                      | Distanza interst. | Distanza da Seul | Posizione               | Posizione    |
| -------------------------- | ---------- | ---------- | ---------------------------------------------------- | ---------------------- | ---------------------- | ---------------------- | ----------------- | ---------------- | ----------------------- | ------------ |
| Cheonan                    | 천안       | 天安       | Linea 1 (Seul) Linea Janghang Linea Anseong (chiusa) | \|                     | ▲                      | ●                      | 3.0               | 96.6             | Chungcheong meridionale | Cheonan      |
| Sojeong-ri                 | 소정리     | 小井里     |                                                      | \|                     | \|                     | △                      | 10.8              | 107.4            | Sejong                  | Sejong       |
| Jeonui                     | 전의       | 全義       |                                                      | \|                     | \|                     | △                      | 7.5               | 114.9            | Sejong                  | Sejong       |
| Jeondong                   | 전동       | 全東       |                                                      | \|                     | \|                     | \|                     | 7.7               | 122.6            | Sejong                  | Sejong       |
| Seochang                   | 서창       | 瑞倉       | Linea Osong                                          | \|                     | \|                     | \|                     | 3.5               | 126.1            | Sejong                  | Sejong       |
| Jochiwon                   | 조치원     | 鳥致院     | Linea Chungbuk                                       | \|                     | ▲                      | ●                      | 3.2               | 129.3            | Sejong                  | Sejong       |
| Naepan                     | 내판       | 內板       |                                                      | \|                     | \|                     | \|                     | 5.6               | 134.9            | Sejong                  | Sejong       |
| Bugang                     | 부강       | 芙江       |                                                      | \|                     | \|                     | △                      | 4.9               | 139.8            | Sejong                  | Sejong       |
| Maepo                      | 매포       | 梅浦       |                                                      | \|                     | \|                     | \|                     | 4.6               | 144.4            | Sejong                  | Sejong       |
| Sintanjin                  | 신탄진     | 新灘津     |                                                      | \|                     | \|                     | \|                     | 7.5               | 151.9            | Daejeon                 | Daedeok-gu   |
| Hoedeok                    | 회덕       | 懷德       |                                                      | \|                     | \|                     | \|                     | 5.6               | 157.5            | Daejeon                 | Daedeok-gu   |
| Daejeon jochajang          | 대전조차장 | 大田操車場 | Linea Honam                                          | \|                     | \|                     | \|                     | 4.1               | 161.6            | Daejeon                 | Daedeok-gu   |
| Daejeon                    | 대전       | 大田       | Linea KTX Gyeongbu Linea Daejeon Linea 1 (Daejeon)   | ▲                      | ●                      | ●                      | 4.7               | 166.3            | Daejeon                 | Dong-gu      |
| Secheon                    | 세천       | 細川       |                                                      | \|                     | \|                     | \|                     | 7.6               | 173.6            | Daejeon                 | Dong-gu      |
| Jeungyak (non in servizio) | 증약       | 增若       |                                                      | \|                     | \|                     | \|                     | -                 | -                | Chungcheongbuk-do       | Okcheon      |
| Okcheon                    | 옥천       | 沃川       |                                                      | \|                     | \|                     | ▲                      | 8.0               | 182.5            | Chungcheongbuk-do       | Okcheon      |
| Gapung (non in servizio)   | 가풍       | 加豊       |                                                      | \|                     | \|                     | △                      | -                 | -                | Chungcheongbuk-do       | Okcheon      |
| Iwon                       | 이원       | 伊院       |                                                      | \|                     | \|                     | △                      | 8.3               | 190.8            | Chungcheongbuk-do       | Okcheon      |
| Jitan                      | 지탄       | 池灘       |                                                      | \|                     | \|                     | △                      | 5.6               | 196.4            | Chungcheongbuk-do       | Okcheon      |
| Simcheon                   | 심천       | 深川       |                                                      | \|                     | \|                     | △                      | 4.4               | 200.8            | Chungcheongbuk-do       | Yeongdong    |
| Gakgye                     | 각계       | 覺溪       |                                                      | \|                     | \|                     | △                      | 3.8               | 204.6            | Chungcheongbuk-do       | Yeongdong    |
| Yeongdong                  | 영동       | 永同       |                                                      | \|                     | ▲                      | ●                      | 7.0               | 211.6            | Chungcheongbuk-do       | Yeongdong    |
| Mireuk (non in servizio)   | 미륵       | 彌勒       |                                                      | \|                     | \|                     | \|                     | -                 | -                | Chungcheongbuk-do       | Yeongdong    |
| Hwanggan                   | 황간       | 黃澗       |                                                      | \|                     | \|                     | △                      | 14.6              | 226.2            | Chungcheongbuk-do       | Yeongdong    |
| Chupungnyeong              | 추풍령     | 秋風嶺     |                                                      | \|                     | \|                     | △                      | 8.5               | 234.7            | Chungcheongbuk-do       | Yeongdong    |
| Sinam                      | 신암       | 新岩       |                                                      | \|                     | \|                     | \|                     | 6.0               | 240.7            | Gyeongsangbuk-do        | Gimcheon     |
| Jikjisa                    | 직지사     | 直指寺     |                                                      | \|                     | \|                     | \|                     | 5.5               | 246.2            | Gyeongsangbuk-do        | Gimcheon     |
| Gimcheon                   | 김천       | 金泉       | Linea Gyeongbuk                                      | \|                     | ●                      | ●                      | 7.6               | 253.8            | Gyeongsangbuk-do        | Gimcheon     |
| Daesin                     | 대신       | 大新       |                                                      | \|                     | \|                     | \|                     | 9.7               | 263.5            | Gyeongsangbuk-do        | Gimcheon     |
| Apo                        | 아포       | 牙浦       |                                                      | \|                     | \|                     | △                      | 5.7               | 269.2            | Gyeongsangbuk-do        | Gimcheon     |
| Gumi                       | 구미       | 龜尾       |                                                      | \|                     | ●                      | ●                      | 7.5               | 276.7            | Gyeongsangbuk-do        | Gumi         |
| Sagok                      | 사곡       | 沙谷       |                                                      | \|                     | \|                     | △                      | 4.6               | 281.3            | Gyeongsangbuk-do        | Gumi         |
| Yangmok                    | 약목       | 若木       |                                                      | \|                     | \|                     | △                      | 8.2               | 289.5            | Gyeongsangbuk-do        | Chilgok      |
| Waegwan                    | 왜관       | 倭館       |                                                      | \|                     | ▲                      | ●                      | 6.5               | 296.0            | Gyeongsangbuk-do        | Chilgok      |
| Yeonhwa                    | 연화       | 蓮花       |                                                      | \|                     | \|                     | △                      | 6.2               | 302.2            | Gyeongsangbuk-do        | Chilgok      |
| Sindong                    | 신동       | 新洞       |                                                      | \|                     | \|                     | △                      | 3.7               | 305.9            | Gyeongsangbuk-do        | Chilgok      |
| Jicheon                    | 지천       | 枝川       |                                                      | \|                     | \|                     | \|                     | 7.4               | 313.3            | Gyeongsangbuk-do        | Chilgok      |
| Taegu                      | 대구       | 大邱       | Linea 1 (Taegu)                                      | \|                     | \|                     | \|                     | 9.8               | 323.1            | Taegu                   | Buk-gu       |
| Dongdaegu                  | 동대구     | 東大邱     | Linea KTX Gyeongbu Linea Taegu Linea 1 (Taegu)       | ▲                      | ●                      | ●                      | 3.2               | 326.3            | Taegu                   | Dong-gu      |
| Gomo                       | 고모       | 顧母       |                                                      | \|                     | ●                      | ●                      | 5.5               | 331.8            | Taegu                   | Suseong-gu   |
| Gacheon                    | 가천       | 佳川       | Linea Taegu                                          | \|                     | \|                     | \|                     | 1.6               | 333.4            | Taegu                   | Suseong-gu   |
| Gyeongsan                  | 경산       | 慶山       |                                                      | ▲                      | ▲                      | ●                      | 5.2               | 338.6            | Gyeongsangbuk-do        | Gyeongsan    |
| Samseong                   | 삼성       | 三省       |                                                      | \|                     | \|                     | \|                     | 7.1               | 345.7            | Gyeongsangbuk-do        | Gyeongsan    |
| Namseonghyeon              | 남성현     | 南省峴     |                                                      | \|                     | \|                     | △                      | 7.4               | 353.1            | Gyeongsangbuk-do        | Cheongdo-gun |
| Cheongdo                   | 청도       | 淸道       |                                                      | \|                     | ▲                      | ▲                      | 8.7               | 361.8            | Gyeongsangbuk-do        | Cheongdo-gun |
| Singeo                     | 신거       | 新巨       |                                                      | \|                     | \|                     | \|                     | 5.6               | 367.4            | Gyeongsangbuk-do        | Cheongdo-gun |
| Sangdong                   | 상동       | 上東       |                                                      | \|                     | \|                     | ▲                      | 4.8               | 372.2            | Gyeongsangnam-do        | Miryang      |
| Miryang                    | 밀양       | 密陽       | Linea KTX Gyeongbu                                   | ▲                      | ▲                      | ●                      | 9.4               | 381.6            | Gyeongsangnam-do        | Miryang      |
| Muwol (non in servizio)    | 무월       | 無月       |                                                      | \|                     | \|                     | \|                     | -                 | -                | Gyeongsangnam-do        | Miryang      |
| Mijeon                     | 미전       | 美田       | Linea Mijeon                                         | \|                     | \|                     | \|                     | 11.0              | 392.6            | Gyeongsangnam-do        | Miryang      |
| Samnangjin                 | 삼량진     | 三浪津     | Linea Gyeongjeon                                     | \|                     | \|                     | ▲                      | 1.5               | 394.1            | Gyeongsangnam-do        | Miryang      |
| Wondong                    | 원동       | 院洞       |                                                      | \|                     | \|                     | ▲                      | 9.1               | 403.2            | Gyeongsangnam-do        | Yangsan      |
| Mulgeum                    | 물금       | 勿禁       |                                                      | \|                     | \|                     | ▲                      | 9.2               | 412.4            | Gyeongsangnam-do        | Yangsan      |
| Hwamyeong                  | 화명       | 華明       |                                                      | \|                     | \|                     | ▲                      | 9.4               | 421.8            | Pusan                   | Buk-gu       |
| Gupo                       | 구포       | 龜浦       | Linea KTX Gyeongbu Linea 3 (Pusan)                   | ▲                      | ▲                      | ●                      | 3.4               | 425.2            | Pusan                   | Buk-gu       |
| Sasang                     | 사상       | 沙上       | Linea Gaya                                           | \|                     | \|                     | ▲                      | 5.1               | 430.3            | Pusan                   | Sasang-gu    |
| Busanjin                   | 부산진     | 釜山鎭     | Linea Donghae Nambu Linea 1 (Pusan)                  | \|                     | \|                     | \|                     | 9.6               | 439.9            | Pusan                   | Busanjin-gu  |
| Pusan                      | 부산       | 釜山       | Linea KTX Gyeongbu Linea 1 (Pusan)                   | ●                      | ●                      | ●                      | 1.8               | 441.7            | Pusan                   | Dong-gu      |